# 크리스토프 드카르냉
크리스토프 데카르넹 프랑스어: Christophe Decarnin, 1964년 ~ )는 프랑스의 패션 디자이너이다. 2006년부터 발망의 수석 디자이너로 활동했으며, 우아하면서 디테일을 살렸던 데카르넹의 디자인은 많은 팬을 확보하는 데 성공해 발망의 제2차 전성기를 이끌었다. 2011년 건강상의 이유로 올리비에 루스탱에게 자리를 물려주고 떠났다.